# Игровище
Игровище — хребет в Украинских Карпатах, в массиве Горганы. Расположен на границе Рожнятовского и Богородчанского районов Ивано-Франковской области, в междуречье Лимницы и Быстрицы Солотвинской.
Максимальная высота 1804,3 м. Протяженность Игровища сравнительно небольшая, и состоит он всего из трёх вершин. Хребет имеет форму полумесяца, который простирается с востока на северо-запад, выпуклой частью обращен на юго-запад. Центральная часть массивная сравнительно пологая, здесь расположена главная вершина хребта — Игровец. На восточном конце хребта расположена локальная вершина Рог (1646 м), на северо-западном конце — гора  Висока (1803,6 м), от которой в северо-западном направлении простирается хребет Матах.
Вершины и привершинные склоны незалесненные, с каменными  осыпищами, местами — криволесье из сосны горной, ниже — лесные массивы.
Ближайшие населенные пункты: Осмолода и  Старая Гута.